# Alexander Prandtl
Alexander Prandtl (* 1840; † 17. März 1896 in Dingolfing) war Professor an der Landwirtschaftlichen Zentralschule in Weihenstephan auf dem Gebiet der Milchwirtschaft.

## Leben
Sein Vater, Antonin Prandtl d. Ä. hatte eine Kaffeewirtschaft in Untergiesing.
Seine Geschwister waren:
- Carl, studierte Gärungschemie und wurde Assistent an der Landw. Zentralschule in Weihenstephan
- Antonin Prandtl d. J. (1842–1909), war Braumeister in der Schweiz, dann um 1878 lange in Hamburg und kehrte 1884 nach München zurück, wo er mit Carl die Giesinger-Brauerei erwarb, die 1893 in Konkurs ging. Sein Sohn, Wilhelm Antonin Alexander Prandtl (1878–1956) wurde Chemiker.[1][2]
- Anna, die einen Amtsrichter heiratete.

Nachdem Alexander Prandtl seine Studienjahre in München verbracht hatte, mietete er 1869 zum Arbeitsbeginn ein Zimmer bei der Kaufmannswitwe Maria Ostermann an. Hier lernte er die 14-jährige Magdalene Ostermann kennen, die er 1874, als sie 18 war, heiratete. Der berühmte Physiker und Begründer der Strömungsmechanik Ludwig Prandtl ist sein Sohn. Ein weiterer Sohn und eine Tochter starben in den Jahren 1877 und 1879 kurz nach der Geburt. Nach mehreren Fehlgeburten in den Folgejahren verbrachte Magdalena ihr restliches Leben in Pflegeheimen und starb 1898. Alexander Prandtl ging aus gesundheitlichen Gründen mit 52 Jahren Ruhestand und zog zu seiner kinderlosen Schwester nach Dingolfing, wo er 1896 starb.

## Wirken
Von 1870 bis 1875 beschäftigte Alexander Prandtl sich vorwiegend mit der Konstruktion der ersten kontinuierlich arbeitenden Milchzentrifuge. Elf Jahre zuvor hatte sein Bruder Antonin im Polytechnischen Journal eine Arbeit dazu veröffentlicht, die er nun wesentlich verbesserte. 1875 stellte er seine Entrahmungsmaschine auf der Weltausstellung in Frankfurt vor.
1876 entwickelte er einen neuen Milchteiler.